# Gabriel Narutowicz
Gabriel Joźef Narutowicz (Telšiai, Imperio ruso, 17 de marzo de 1865-Varsovia, Polonia, 16 de diciembre de 1922) fue un ingeniero polaco especializado en hidroeléctricas, que fue nombrado ministro de Obras Públicas de su país y segundo presidente de Polonia en 1922, bajo el gobierno de la Segunda República Polaca.

## Biografía
Gabriel Joźef Narutowicz nació en una familia terrateniente de la aristocracia szlachta en Telšiai, ciudad de la actual Lituania que era regida entonces por el Imperio ruso, de hecho la familia de Narutowicz era en parte lituana. Al morir su padre en prisión por haber apoyado la sublevación de enero de 1863, Narutowicz y su familia se trasladaron a Liepāja, Letonia, en 1873.
Narutowicz acabó sus estudios en Letonia y acudió a San Petersburgo para estudiar en el Instituto de Física Matemática, pero por enfermedad debió abandonar dicho empeño. Aun así logró dirigirse a Suiza para estudiar allí en el Politécnico de Zúrich entre 1887 y 1891. Allí apoyó a emigrados polacos que huían de las autoridades rusas y se contactó con el partido polaco Proletariat formado por polacos independentistas en el exilio. Ante ello, Narutowicz fue impedido por el gobierno ruso de retornar a Polonia y se lanzó una orden de arresto contra él si entraba a territorio polaco.

## Trayectoria

### Suiza
Al acabar sus estudios Narutowicz logró su primer trabajo como ingeniero en la construcción del ferrocarril de St. Gallen, donde destacó prontamente por su talento. En 1895 fue designado jefe de obras en el río Rin y se nacionalizó suizo; al año siguiente sus proyectos y obras fueron exhibidos en la Exposición Internacional de París y se convirtió en uno de los pioneros de la electrificación masiva de Suiza, dirigiendo también la construcción de numerosas plantas hidroeléctricas en Suiza y Austria. 
En 1907 Narutowicz era ya profesor del Politécnico de Zúrich y fue decano de la institución entre 1913 y 1919. Al estallar la Primera Guerra Mundial cooperó con las autoridades suizas en ayuda a las víctimas de la guerra en Polonia y se adhirió a las ideas políticas de Józef Piłsudski. En septiembre de 1919 Narutowicz fue invitado por el gobierno polaco para volver a su país y ayudar en la reconstrucción de este, lo cual aceptó.

### Polonia
Tras volver a Polonia, Narutowicz fue designado ministro de Obras Públicas el 20 de junio de 1920 en el gabinete de gobierno del primer ministro de Polonia Władysław Grabski, mientras el mariscal Józef Piłsudski era jefe de Estado. Narutowicz retuvo ese puesto pese a cambiar cuatro veces la jefatura del gabinete, gracias a su talento y capacidad técnica, aprovechando su vasta experiencia laboral en Suiza para reconstruir Polonia. Administrador eficaz, bajo su dirección se reconstruyeron cerca de 270 000 edificios, 300 puentes y 200 kilómetros de ferrocarril, diseñando también diques y plantas hidroeléctricas, además de trabajar en el control de las corrientes del Vístula. 
Narutowicz participó después en la delegación polaca a las Conferencias de Génova de abril de 1922, con notable éxito, por lo cual pasó del Ministerio de Obras Públicas al de Asuntos Exteriores el 28 de junio de 1922. En octubre del mismo año volvió a participar en una delegación polaca en Tallin (Estonia). En las elecciones legislativas del mes de noviembre de 1922 Narutowicz se unió a la "Unión Nacional Popular", el partido apoyado por el mariscal Józef Piłsudski pero no logró un escaño parlamentario. No obstante, pocos días después quedó sorprendido al ser escogido como candidato a la elección presidencial por el Partido Popular Polaco Wyzwolenie (en polaco Polskie Stronnictwo Ludowe “Wyzwolenie").
El propio mariscal Józef Piłsudski pidió a Narutowicz abstenerse de participar, sin éxito, en tanto el puesto presidencial no era elegido por votación directa sino por los miembros del parlamento polaco. Para sorpresa general, el "Partido Popular Polaco Piast" (en polaco Polskie Stronnictwo Ludowe “Piast”) apoyó a Narutowicz junto con parte de la izquierda y los representantes de las minorías nacionales, ganando la presidencia para Narutowicz por 289 votos contra 227, siendo que se esperaba el apoyo del "Piast" a los candidatos aliados con la derecha.

## Presidencia y muerte
Tras la elección, Narutowicz asumió el poder el 11 de diciembre de 1922 pero en medio de una ola de protestas callejeras de grupos nacionalistas y de derecha, que le acusaban de "pro judío, masón y ateo" y de ser elegido "solo por rojos, judíos y alemanes", al extremo de afrontar una manifestación opositora en Varsovia situada en su propio camino a la ceremonia de juramento en el Sejm. Su cercanía al mariscal Piłsudski también fue motivo de severas críticas. Al notar que gobernaría con un Sejm hostil y sin mayoría parlamentaria, Narutowicz trató de incluir a sus adversarios en el gobierno, en tanto él mismo se consideraba un candidato de circunstancias que carecía de vínculos con algún partido en concreto, menos aún con los partidos de izquierda o de minorías étnicas. 
Pocos días después, el 16 de diciembre, Narutowicz fue asesinado frente al público al visitar una exposición de arte. El asesino resultó ser un pintor y crítico de arte de 53 años llamado Eligiusz Niewiadomski, adherente al derechista Partido Nacional Democrático, que fue arrestado por la policía dos semanas después. El criminal fue rápidamente sentenciado a muerte y ejecutado el 31 de enero de 1923, pero este asesinato mostró la fuerte intolerancia política existente en la aún joven Segunda República Polaca.